# Contraexemplo
Na lógica (especialmente em suas aplicações à matemática e filosofia), um contraexemplo (AO 1945: contra-exemplo) é uma exceção a uma regra ou lei geral proposta, e muitas vezes aparece como um exemplo que refuta uma declaração universal. Por exemplo, a afirmação "todos os alunos são preguiçosos" é uma afirmação universal que afirma que uma certa propriedade (preguiça) vale para todos os alunos. Assim, qualquer aluno que não seja preguiçoso (por exemplo, trabalhador) constituiria um contraexemplo a essa afirmação. Um contraexemplo, portanto, é um exemplo específico da falsidade de uma quantificação universal (uma afirmação "para todo").

## Na matemática
Em matemática, contraexemplos são frequentemente usados para provar os limites de possíveis teoremas. Ao usar contraexemplos para mostrar que certas conjecturas são falsas, os pesquisadores matemáticos podem evitar cair em becos sem saída e aprender a modificar conjecturas para produzir teoremas prováveis. Às vezes, é dito que o desenvolvimento matemático consiste principalmente em encontrar (e provar) teoremas e contraexemplos.

### Exemplo do retângulo
Suponha que um matemático esteja estudando geometria e formas e deseje provar certos teoremas sobre eles. Ele conjectura que "Todos os retângulos são quadrados" e está interessado em saber se essa afirmação é verdadeira ou falsa.
Nesse caso, ele pode tentar provar a verdade da afirmação usando raciocínio dedutivo ou pode tentar encontrar um contraexemplo da afirmação se suspeitar que seja falsa. Neste último caso, um contraexemplo seria um retângulo que não é um quadrado, como um retângulo com dois lados de comprimento 5 e dois lados de comprimento 7. No entanto, apesar de ter encontrado retângulos que não eram quadrados, todos os retângulos que ele encontrou tinha quatro lados. Ele então faz a nova conjectura "Todos os retângulos têm quatro lados". Isso é logicamente mais fraco do que sua conjectura original, uma vez que todo quadrado tem quatro lados, mas nem toda forma de quatro lados é um quadrado.
O exemplo acima explicou — de forma simplificada — como um matemático pode enfraquecer sua conjectura em face de contraexemplos, mas contraexemplos também podem ser usados para demonstrar a necessidade de certas suposições e hipóteses. Por exemplo, suponha que depois de um tempo, o matemático acima se fixou na nova conjectura "Todas as formas que são retângulos e têm quatro lados de igual comprimento são quadrados". Essa conjectura tem duas partes para a hipótese: a forma deve ser 'um retângulo' e deve ter 'quatro lados de igual comprimento'. O matemático então gostaria de saber se ele pode remover qualquer uma das hipóteses e ainda manter a verdade de sua conjectura. Isso significa que ele precisa verificar a veracidade das duas afirmações a seguir:
1. "Todas as formas que são retângulos são quadrados."
2. "Todas as formas com quatro lados de igual comprimento são quadrados".

Um contraexemplo para (1) já foi dado acima, e um contraexemplo para (2) é um losango não quadrado. Assim, o matemático agora sabe que ambas as suposições eram de fato necessárias.

### Outros exemplos matemáticos
Um contraexemplo para a afirmação "todos os números primos são números ímpares" é o número 2, pois é um número primo, mas não é um número ímpar. Nenhum dos números 7 ou 10 é um contraexemplo, pois nenhum deles é suficiente para contradizer a afirmação. Neste exemplo, 2 é de fato o único contraexemplo possível para a afirmação, embora só isso seja suficiente para contradizer a afirmação. De maneira semelhante, a afirmação "Todos os números naturais são primos ou compostos" tem o número 1 como contraexemplo, já que 1 não é primo nem composto.
A conjectura da soma de potências de Euler foi refutada por contraexemplo. Afirmou-se que pelo menos {\displaystyle n}-ésimas potências eram necessárias para somar a outra {\displaystyle n}-ésima potência. Esta conjectura foi refutada em 1966, com um contraexemplo envolvendo {\displaystyle n=5}; outros {\displaystyle n=5} contraexemplos são agora conhecidos, bem como alguns {\displaystyle n=4} contraexemplos.
O contraexemplo de Witsenhausen mostra que nem sempre é verdade (para problemas de controle) que uma função de perda quadrática e uma equação linear de evolução da variável de estado implicam em leis de controle ótimas que são lineares.
Outros exemplos incluem as refutações da conjectura de Seifert, a conjectura de Pólya, a conjectura do décimo quarto problema de Hilbert, a conjectura de Tait e a conjectura de Ganea.

## Em filosofia
Em filosofia, contraexemplos são geralmente usados para argumentar que uma certa posição filosófica está errada, mostrando que ela não se aplica a certos casos. Alternativamente, o primeiro filósofo pode modificar sua afirmação de forma que o contraexemplo não se aplique mais; isso é análogo a quando um matemático modifica uma conjectura por causa de um contraexemplo.
Por exemplo, no Górgias de Platão, Cálicles, tentando definir o que significa dizer que algumas pessoas são "melhores" do que outras, afirma que aqueles que são mais fortes são melhores.
Mas Sócrates responde que, por causa de sua força numérica, a classe da ralé comum é mais forte do que a classe proprietária dos nobres, embora as massas sejam prima facie de pior caráter. Assim, Sócrates propôs um contraexemplo à afirmação de Cálicles, olhando para uma área que Cálicles talvez não esperava - grupos de pessoas em vez de pessoas individuais.
Cálicles pode desafiar o contraexemplo de Sócrates, argumentando talvez que a ralé realmente é melhor do que os nobres, ou que mesmo em seu grande número, eles ainda não são mais fortes. Mas se Cálicles aceita o contraexemplo, então ele deve retirar sua reivindicação ou modificá-la para que o contraexemplo não se aplique mais. Por exemplo, ele pode modificar sua afirmação para se referir apenas a pessoas individuais, exigindo que ele pense nas pessoas comuns como uma coleção de indivíduos em vez de uma multidão.
Acontece que ele modifica sua afirmação para dizer "mais sábio" em vez de "mais forte", argumentando que nenhuma quantidade de superioridade numérica pode tornar as pessoas mais sábias.